# Cacodemonius cactorum
Cacodemonius cactorum är en spindeldjursart som först beskrevs av Chamberlin 1923.  Cacodemonius cactorum ingår i släktet Cacodemonius och familjen Withiidae. Inga underarter finns listade.